# Razkrižje
Razkrižje este o localitate din comuna Razkrižje, Slovenia, cu o populație de 242 de locuitori.